# Distretto di Atabey
Il distretto di Atabey (in turco Atabey ilçesi) è uno dei distretti della provincia di Isparta, in Turchia.